# Baiba Braže
Baiba Braže, née le 4 décembre 1966 à Riga, est une diplomate et femme politique lettonne.

## Biographie
Après des études de droit à l'université de Lettonie, Baiba Braže entame une carrière dans la diplomatie. Elle est ambassadrice aux Pays-Bas de 2003 à 2008 et au Royaume-Uni de 2016 à 2020.
De mai 2020 à juin 2023, elle est secrétaire générale adjoint de l'OTAN, chargée de la diplomatie publique.
Nommée ministre des Affaires étrangères au sein du gouvernement d'Evika Siliņa le 15 avril 2024, elle est confirmée par un vote du Parlement le 19 avril.